# 엘레나 푸리아세
엘레나 푸리아세(Elena Furiase, 1985년 6월 19일 ~ )는 스페인의 배우이다.